# تشارلز إي. أندرسون
تشارلز إي. أندرسون (بالإنجليزية: Charles E. Anderson)‏ هو عالم أرصاد أمريكي، ولد في 1919، وتوفي في 1994.